# Susan Kilrain
Susan Still-Kilrain, nascida Susan Leigh Still (Augusta, 24 de outubro de 1961) é uma ex-astronauta norte-americana.
Filha de um renomado cirurgião especializado em queimaduras, Susan formou-se e concluiu mestrado em engenharia aeroespacial, passando a integrar os quadros da Marinha dos Estados Unidos como aviadora naval em 1987. Acumulou um total de três mil horas de voo em mais de trinta diferentes aeronaves, incluindo o caça F-14 Tomcat até 1995, quando foi selecionada para o curso de astronautas da NASA no Centro Espacial Lyndon B. Johnson.
Após o ano de treinamento, foi designada para funções técnicas nas operações e sistemas de veículo do departamento de astronautas, também servindo como CAPCOM (comunicadora de voo) durante o lançamento e reentrada de diversas missões do ônibus espacial.
Veterana de dois voos espaciais, Susan voou como piloto das missões STS-83 e STS-94 da nave Columbia, missões dedicadas ao estudo de matérias em combustão na microgravidade. A primeira missão, em abril de 1997, teve que ser abortada após quatro dias em órbita devido a um defeito numa das células de força da Columbia, obrigando ao regresso antecipado da tripulação.[carece de fontes?]
A segunda, em julho, apenas três meses depois, foi o complemento da primeira, quando os mesmos tripulantes passaram dezesseis dias em órbita completando as pesquisas e estudos interrompidos em abril, num total de 376 horas no espaço.
Kilrain retirou-se do corpo de astronautas em 2002 e da marinha em 2005, trabalhando mais recentemente como especialista em legislação para a NASA.